# 腸道雙聯囊腫
肠重复囊肿，有时简称为複製囊肿，是罕见的胃肠道先天畸形。 它们最常发生在小肠，特别是回肠，但也可以发生在胃肠道的任何地方。 它们的形狀可能是囊状或管状的。 
出现複製囊肿的情况称为肠重复。 

## 症状和体征
症状取决于重复的位置。发生在胃肠道（例如食道）高位的重复可能会因气道受压而导致呼吸困难。腸道下部重复（例如十二指肠、结肠）可能与腹痛、消化道出血、可触及肿块、呕吐等症狀，或者可能导致肠梗阻。较小的病变可以作为肠套叠的所谓“引导点”。 

## 治疗
重复通常会通过手术切除，即使它们是偶然发现的（即不会引起症状或因其他原因在常规研究中遇到），因为未经治疗的病例导致并发症的发生率很高。 从技术上讲，囊狀通常比管状畸形更容易切除，因为管状结构通常与相关肠道共享血液的供应。 